# コレ (フランス)
コレ （Coray、ブルトン語:Kore）は、フランス、ブルターニュ地域圏、フィニステール県のコミューン。

## 歴史
ガロ＝ローマ時代のコレは通信上の重要な要衝であった。ジャン・ピエール・ブリュンテルシュのような一部の作家たちは、コレが818年頃の『ローザンヌ年代記』に書かれたCorophesiumだと考えている。
コレの名は、11世紀のランデヴェネック修道院の特許状台帳において、Choroeとして記されている。同時代のサント・クロワ・ド・カンペルレ修道院特許状台帳や、カンペール教会特許状台帳においてはCoroeと記されている。
中世のコレは、ラズ領主の領地の一部となっていた。ラズ領主はラズの森の中間にある岩の要塞を本拠地としていた。また、コレはカンペール司教の封土の一部でもあり、司教はコレに邸宅を持ち、数世紀の間に幾度か、カンペール聖堂の参事会員たちの避難所になってきた。特に知られているのは1484年にカンペールが黒死病流行に襲われた時である。
1796年春、シュアン（fr、王党派）の首領ジャン・ル・パージュ・ド・バル（fr）は、カレの不満分子を結集させ、フィニステール県で暴動を拡大させようと企んだ。脱走兵のふりをしたあくどい勧誘員がランゴラン、コレ、トレグレズ、ルアン、ラズの田舎をまわって既婚男性を徴集しようとし、次に会った時には自分についてくる準備を整えるように脅し、警告した。

## 人口統計
| 1962年 | 1968年 | 1975年 | 1982年 | 1990年 | 1999年 | 2006年 | 2010年 |
| ------ | ------ | ------ | ------ | ------ | ------ | ------ | ------ |
| 1841   | 1787   | 1768   | 1737   | 1623   | 1625   | 1759   | 1846   |

参照元:1999年までEHESS、2000年以降INSEE